# Бреде, Фердинанд Юлиус
Фердинанд Юлиус Бреде (нем. Ferdinand Julius Brede; 1800, Штеттин — 15 декабря 1849, Альтона) — немецкий шахматный композитор. Первооткрыватель «Новотного темы» (1844). Один из первых составителей задач с разветвлённым решением и тихими вступительными ходами. В сборнике своих задач изложил основы теории задачной композиции. Именем Бреде названа тема со связыванием и развязыванием белой фигуры при перекрёстных шахах.

## Книги
- Almanach für Freunde von Schachspiel. — Altona, 1844.